# 박승화 (가수)
박승화(1969년 3월 11일 ~ )은 대한민국의 가수이며 유리상자와 포커스의 멤버

## 방송
- 2012년부터 현재까지 《박승화의 가요속으로》 (CBS 음악FM)

## 수상 목록
- 2022년 제49회 한국방송대상 라디오부문 진행자상